# Faculté de pharmacie de Montpellier
Pour un article plus général, voir Université de Montpellier.
Pour les articles homonymes, voir Faculté de pharmacie.

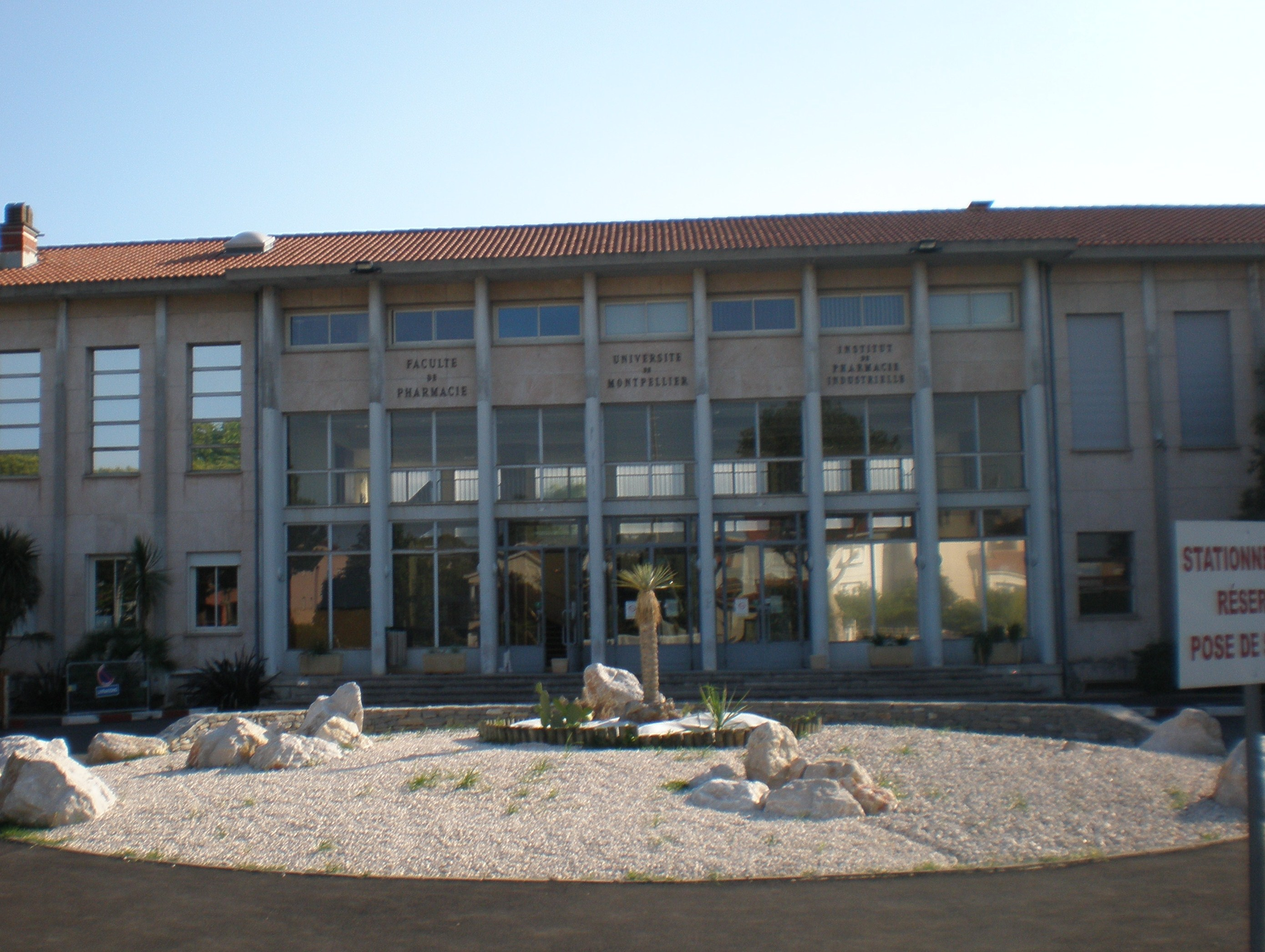
Entrée de la faculté de Pharmacie

La faculté de pharmacie de Montpellier, officiellement sciences pharmaceutiques et biologiques, est une unité de formation et de recherche composante de l'université de Montpellier, pour la formation, les enseignements et la recherche en lien avec les sciences pharmaceutiques et la biologie médicale.
La faculté de pharmacie est située à Montpellier dans le quartier de Boutonnet (15, avenue Charles Flahault) sur un campus de 5,8 ha composé de plusieurs bâtiments.

## Historique de la faculté de pharmacie de Montpellier
Après la Révolution française, à la suite d'abus patents, Napoléon promulgua la loi du 21 germinal an XI (11 avril 1803) qui créa une École spéciale de pharmacie à Montpellier en même temps qu'à Paris et à Strasbourg. L'établissement choisi fut l'ancien collège royal de médecine (actuel « MO.CO. Panacée », rue de l'École de Pharmacie), de nombreux travaux de réfection furent entrepris depuis 1807 : démolition de l'ancien amphithéâtre et création de deux nouveaux, changement d'affectation des salles et des laboratoires. De 1831 à 1883, le lieu ne cesse de s'agrandir et voit différentes modifications s'opérer, notamment avec la suppression du jardin et d'une serre pour construire de nouveaux bâtiments. Les premiers professeurs étaient les maîtres apothicaires de la ville et des savants comme Antoine-Jérôme Balard et Jules Émile Planchon vont illustrer cette école par la suite.
À partir de 1963, commence la construction de la nouvelle école de pharmacie inaugurée le 4 septembre 1967. La faculté déménage dans ses locaux actuels de l'avenue Charles-Flahault entre 1963 et 1967, abandonnant cet îlot complet en centre ville de Montpellier. Le campus actuel, d'une superficie de 5,7 ha, regroupe aussi de nombreux terrains de sports gérés par le service des sports de l'université (SUAPS) ainsi qu'un petit jardin botanique. Les locaux sont répartis sur cinq bâtiments parallèles de trois étages et reliés entre eux par un long couloir, ainsi qu'un bâtiment abritant la bibliothèque universitaire de pharmacie. La faculté est construite dans une architecture contemporaine typique des grands aménagements des campus universitaires dans les années 1960.
Les bâtiments ont été en partie rénovés en 2006-2007. D'autres rénovations doivent avoir lieu.
En 1969, la faculté de pharmacie disparaît en tant que personne morale, trois unités d'enseignement et de recherche (UER) sont créées (sciences pharmaceutiques et biologiques, matières alimentaires et environnement, et pharmacie industrielle). Elles sont intégrées à l'université Montpellier-I conformément à la loi du 12 novembre 1968 et deviennent UFR en 1984.
En 1999, les trois UFR fusionnent en une seule UFR des « sciences pharmaceutiques et biologiques ».
Le musée de la pharmacie est créé en 1972, il prend le nom d'Albert Ciurana.

## Administration et effectifs actuels
| Période         | Nom                          | Qualité |
| --------------- | ---------------------------- | ------- |
| 1920-1935       | Noël Gustave Massol,         | PU      |
| 1935-1945       | Albert-Prosper-Jules Astruc, | PU      |
| 1945-1958       | Étienne Canals               | PU      |
| 1958-1968       | Jean Giroux                  | PU      |
| 1968-1971       | Fernand Sabon                | PU      |
| 1971-1977       | Maurice Boucard              | PU      |
| 1977-1989       | Henri Orzalesi,              | PU      |
| 1989-1999       | Jean-Louis Chanal            | PU      |
| 1999-2009       | Alain Terol                  | PU      |
| 2009-2019       | Laurence Vian                | PU      |
| depuis mai 2019 | Vincent Lisowski             | PU      |

## Formation

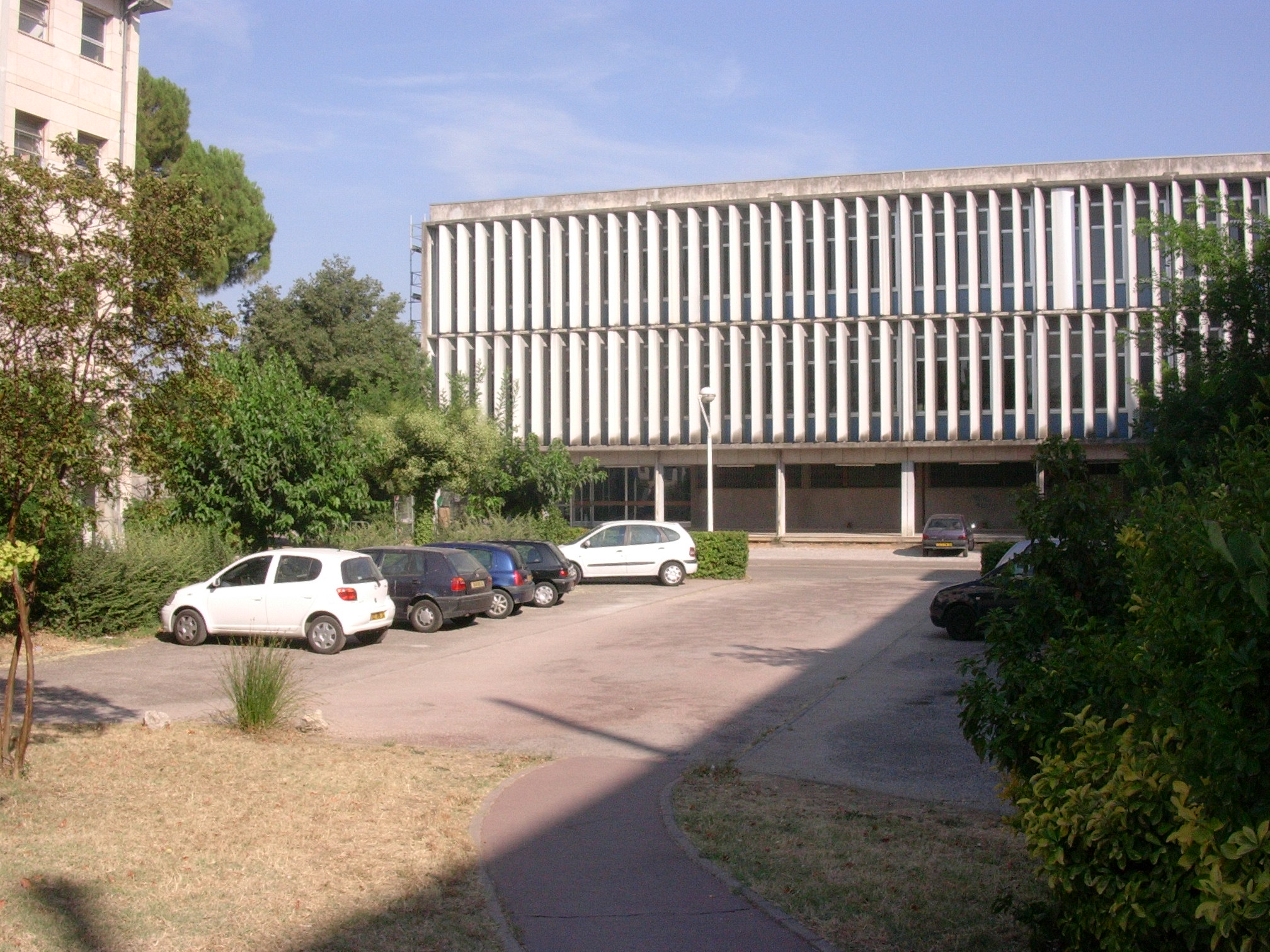
Le bâtiment de la bibliothèque universitaire de pharmacie

La faculté de pharmacie offre une palette de formation dans différents domaines de la pharmacie, la biologie médicale, les sciences du médicament, l'alimentation, l'œnologie et du paramédical.

### Diplôme d'Étatdedocteur en pharmacie
- Accès par le Parcours Accès Spécifique Santé et la Licence Accès Santé l'enseignement est le même sur les sites de Montpellier et Nîmes
- Épreuves classantes nationales (ECN) pour l’accès au 3e cycle des études médicales
- Diplômes d'Études Spécialisées :
  - Biologie médicale
  - Pharmacie
    - Pharmacie hospitalière, pratique et recherche
    - Pharmacie industrielle et biomédicale

  - Innovation pharmaceutique et recherche, anciennement appelé Pharmacie spécialisée
  - Radiopharmacie et radiobiologie

Numerus clausus
En 2015, le numerus clausus (nombre de places disponibles à l'issue du concours de fin d'année pour accéder en 2e année) pour la PACES est le suivant :
- médecine : 209
- sage-femme : 66
- odontologie : 52
- pharmacie : 188

À partir de 2020, les voies d'accès évoluent et le numerus clausus est remplacé par un numérus apertus.

### Formation paramédicale
- Diplôme d’état d’audioprothésiste
- Certificat d'Université en Techniques audioprothétiques

### Formations professionnelles
- Diplôme national d’œnologue
- Licence professionnelle visiteur médical
- Licence professionnelle parfum, arôme, cosmétique
- Licence professionnelle protection et contrôle de l'environnement de soins

### Licences et masters
- Licence Science de la Vie parcours Ingénierie de la santé (Bac +3)
- Masters (Bac +5)
  - Master mention Ingénierie de la santé (5 parcours)
  - Master mention Nutrition et Science des aliments (3 parcours)
  - Master mention Science du médicament (5 parcours)
  - Master mention Eau
  - Master mention Biologie-Santé (2 parcours)

### Diplôme universitaire (DU) de Pharmacie
La faculté de pharmacie dispense 11 diplômes universitaires dans différents domaines de la santé, des soins, de l'oléologie, de la biologie médicale, de la pharmacologie, ...

## Recherche
La faculté de Pharmacie abrite de nombreux laboratoires de recherche de l'université de Montpellier dans la plupart des domaines de la pharmacie et de la biologie en complémentarité avec la recherche clinique effectuée dans les centres hospitaliers universitaires (CHU).

### Les laboratoires
La faculté abrite dans ses locaux :
- 3 unités mixtes de recherche (UMR) :
  - Hydrosciences Montpellier (co-habilitée avec le CNRS et l'IRD), qui possède également des locaux sur le site de la faculté des sciences
  - Institut des biomolécules Max Mousseron (co-habilité avec le CNRS et l'École nationale supérieure de chimie de Montpellier)
  -  Sciences pour l'œnologie (co-habilitée avec INRAE)
- 1 équipe d'accueil universitaire labellisée par le ministère :
  - Vaccination antiparasitaire : laboratoire de biologie cellulaire et moléculaire (LBCM)

Les autres laboratoires ayant des locaux dans la faculté de pharmacie sont attachés à d'autres unités de recherche :
- Laboratoire de botanique phytochimie et mycologie : rattaché au Centre d'écologie fonctionnelle et évolutive (UMR dont le siège est au CNRS de Montpellier, route de Mende)
- Laboratoire de biophysique et de bioanalyse

### L'école doctorale
L'école doctorale CBS2 (sciences chimiques et biologiques pour la santé) forme des docteurs dans tous les domaines de la Biologie-Santé, de la chimie du médicament à la clinique, du gène au comportement. Forte de plus de 470 encadrants HDR et de plus de 380 doctorants répartis dans près de 40 laboratoires de la faculté de pharmacie, de la faculté de médecine et de la faculté des sciences.
Cette école doctorale est domiciliée à la faculté de médecine. C'est une unité pédagogique médicale (UPM) située sur le campus "Arnaud de Villeneuve" (rue du Doyen Gaston Giraud).
Directrice actuelle de l'école doctorale : professeur Sofia Kossida.

## Patrimoine

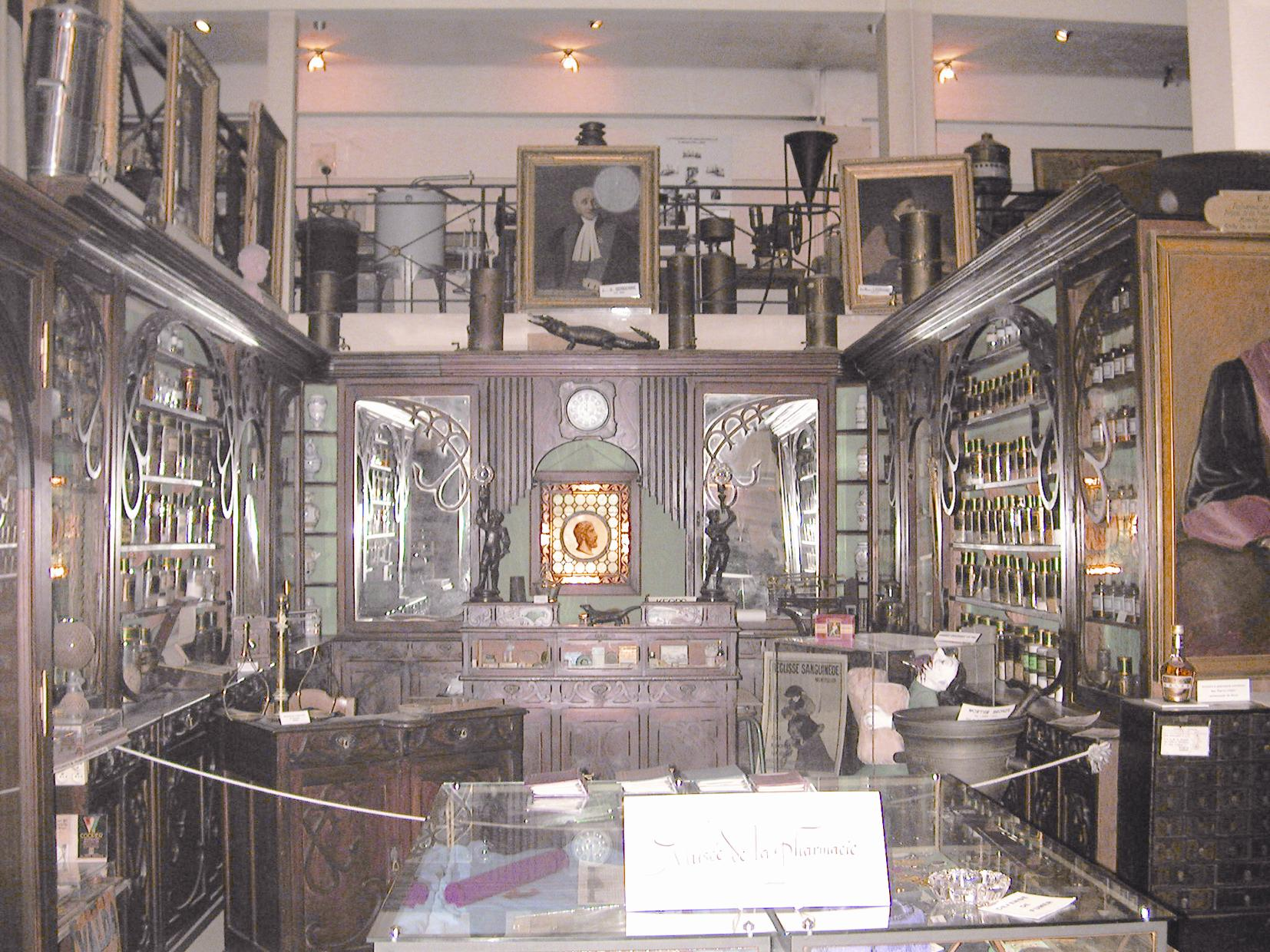
Le musée de la Pharmacie

### Musée de la Pharmacie Albert Ciurana
Le Musée existe depuis 1972 dans les locaux de la faculté de pharmacie. Il fut créé par un pharmacien de Montpellier dont il porte le nom : Albert Ciurana, et occupe la salle « Étienne Canals », du nom d'un ancien doyen. C'est le seul musée de pharmacie en France de cette importance situé sur un site universitaire, assurant la sauvegarde du patrimoine pharmaceutique et la mémoire de sa profession.
Riche de quelques milliers d’objets, le musée de la pharmacie invite à découvrir diverses facettes de la profession de pharmacien.
Tous les objets, livres, meubles, bustes, peintures à l’huile, machines qui intéressent l’art pharmaceutique, proviennent de dons.
Ce musée est plus particulièrement dédié au pharmacien d’officine avec notamment la reconstitution d'une officine de 1925 ainsi qu'une dizaine d’objets sélectionnés dans ce décor de style art nouveau révélant les pratiques pharmaceutiques du début du siècle.
Il permet aussi aux étudiants en pharmacie de se familiariser avec le patrimoine de leur future profession.
Le musée se visite les mardis et vendredis de 10 h à 12 h, l’entrée est gratuite.

### Le Droguier

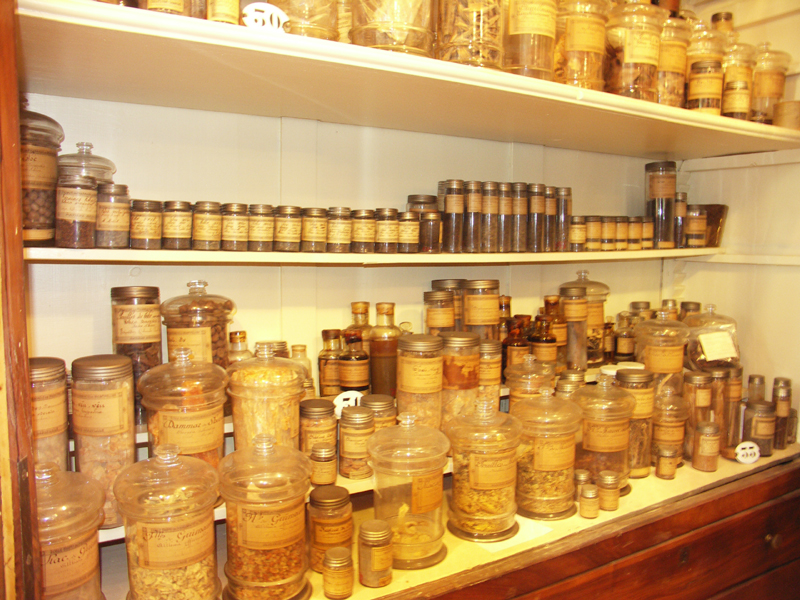
Un aspect du droguier de la faculté de pharmacie

En 1588, un apothicaire montpelliérain, Bernadin II Duranc, a l’idée de créer un droguier à Montpellier,
en décidant de constituer dans sa boutique un échantillonnage de ses préparations. L’idée est reprise en 1633 par l’Université qui crée officiellement son propre droguier à la faculté de médecine de Montpellier. Le droguier de pharmacie se développe dès le début du XIXe siècle, avec la création de l’école de Pharmacie de Montpellier en 1803. Celui-ci va s’enrichir au fil des ans de nombreux échantillons provenant du monde entier.
Essentiellement constitué de drogues végétales, il doit ses attributs aux professeurs de « matière médicale et pharmacognosie » qui se sont succédé à cette chaire.
Aujourd’hui deuxième droguier de France après celui de Paris, cette collection unique regroupe environ 15 000 drogues sur une surface de 250 m2. Les échantillons sont exposés dans des pots en verre de taille et de forme adaptées. Ces pots sont visibles sur toutes leurs faces grâce à des vitrines panoramiques.
Ont été également préservés dans ces lieux différents herbiers, ainsi que des planches pédagogiques dessinées par les professeurs.
Le Droguier de Pharmacie représente un atout majeur pour l’enseignement de la pharmacie, et reste un outil privilégié pour retracer l’histoire des drogues et la découverte de nouveaux médicaments. Grâce à des professeurs bénévoles et passionnés ainsi que des étudiants, des travaux ont été entrepris pour sauvegarder cet ensemble : mise en sécurité de drogues, restauration des pots et des étiquettes, mise en pot de nouveaux échantillons.
Le droguier est situé sur le site de la faculté de pharmacie. Il peut se visiter gratuitement sur demande auprès du laboratoire de pharmacognosie.
L’ensemble des objets mobiliers (armoires, bocaux, planches pédagogiques, herbiers, microscopes…) conservés dans ce Droguier est inscrit au titre des Monuments Historiques depuis le 20 novembre 2009.

## Personnalités

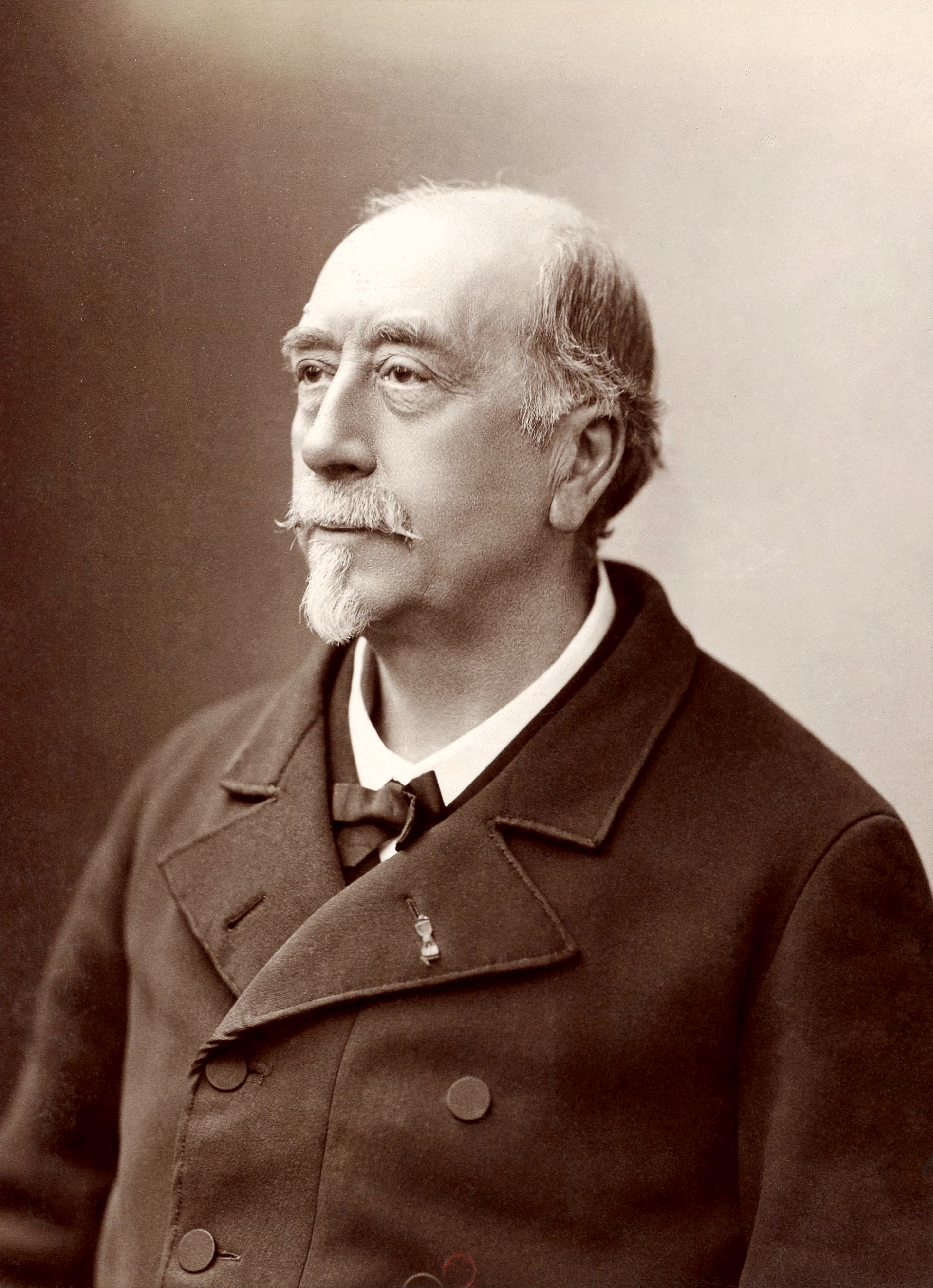
Louis Figuier.

- Jules Émile Planchon
- Antoine-Jérôme Balard
- Marie-Antoinette Mulot
- Louis Figuier
- Édouard Marie Heckel
- Étienne Canals